# 赤塚村 (茨城県)
赤塚村（あかつかむら）は、かつて茨城県東茨城郡にあった村。
1955年に山根村・河和田村の各一部と上中妻村が合併してできたが、1958年に水戸市へ編入された。

## 地理
- 現在の水戸市の西部に位置する。
- 村のほとんどは台地になっている。
- 村内には千波湖、涸沼川の支流が流れる。

### 隣接していた自治体
- 水戸市
- 東茨城郡常北町
- 東茨城郡内原村
- 西茨城郡笠間町

## 歴史

### 年表
- 1953年（昭和28年）5月18日 - 二級国道122号前橋水戸線（現在の国道50号）が制定。
- 1955年（昭和30年）4月1日 - 河和田村の一部（大字赤塚を除く）・上中妻村・山根村の一部（大字成沢を除く）が合併し発足。
- 1958年（昭和33年）4月1日 - 水戸市への編入により消滅。

### 行政区域変遷
- 変遷の年表

| 赤塚村村域の変遷（年表） | 赤塚村村域の変遷（年表） | 赤塚村村域の変遷（年表） |
| 年                       | 月日                     | 旧赤塚村村域に関連する行政区域変遷 |
| ------------------------ | ------------------------ | --- |
| 1889年（明治22年）       | 4月1日                   | 町村制施行により、以下の村がそれぞれ発足。 - 河和田村 ← 中丸村・赤塚村・萱場新田・河和田村 - 上中妻村 ← 大塚村・金谷村・飯島村・加倉井村 - 山根村 ← 成沢村・木葉下村・谷津村・全隈村・開江村 |
| 1952年（昭和27年）       | 4月1日                   | 河和田村の一部（赤塚・河和田の一部）が水戸市に編入。 |
| 1955年（昭和30年）       | 4月1日                   | 上中妻村・河和田村の一部（赤塚を除く）・山根村の一部（飯富を除く）と合併し赤塚村が発足。 |
| 1958年（昭和33年）       | 4月1日                   | 赤塚村は水戸市に編入され、消滅。 |

- 変遷表

|  | 大塚村   | 上中妻村        | 昭和33年4月1日 赤塚村 | 昭和33年4月1日 水戸市に編入 | 水戸市 | 水戸市 |
|  | 金谷村   | 上中妻村        | 昭和33年4月1日 赤塚村 | 昭和33年4月1日 水戸市に編入 | 水戸市 | 水戸市 |
|  | 飯島村   | 上中妻村        | 昭和33年4月1日 赤塚村 | 昭和33年4月1日 水戸市に編入 | 水戸市 | 水戸市 |
|  | 加倉井村 | 上中妻村        | 昭和33年4月1日 赤塚村 | 昭和33年4月1日 水戸市に編入 | 水戸市 | 水戸市 |
|  | 河和田村 | 河和田村 の一部 | 昭和33年4月1日 赤塚村 | 昭和33年4月1日 水戸市に編入 | 水戸市 | 水戸市 |
|  | 中丸村   | 河和田村 の一部 | 昭和33年4月1日 赤塚村 | 昭和33年4月1日 水戸市に編入 | 水戸市 | 水戸市 |
|  | 萱場新田 | 河和田村 の一部 | 昭和33年4月1日 赤塚村 | 昭和33年4月1日 水戸市に編入 | 水戸市 | 水戸市 |
|  | 木葉下村 | 山根村 の一部   | 昭和33年4月1日 赤塚村 | 昭和33年4月1日 水戸市に編入 | 水戸市 | 水戸市 |
|  | 谷津村   | 山根村 の一部   | 昭和33年4月1日 赤塚村 | 昭和33年4月1日 水戸市に編入 | 水戸市 | 水戸市 |
|  | 全隈村   | 山根村 の一部   | 昭和33年4月1日 赤塚村 | 昭和33年4月1日 水戸市に編入 | 水戸市 | 水戸市 |
|  | 開江村   | 山根村 の一部   | 昭和33年4月1日 赤塚村 | 昭和33年4月1日 水戸市に編入 | 水戸市 | 水戸市 |

## 交通

### 鉄道
村内には常磐線が通っていたが、駅はなかった。最寄駅の赤塚駅は赤塚村内ではなかった。

### 道路
- 二級国道
  - 国道122号前橋水戸線（ → 国道50号）

## その他
赤塚村には大字赤塚がなく、JR赤塚駅も赤塚村になく、水戸市にある。これは河和田村にあった大字赤塚が赤塚村成立よりも前に水戸市に大字赤塚を含む区域が部分編入されたためである。